# 스틴케르케 전투

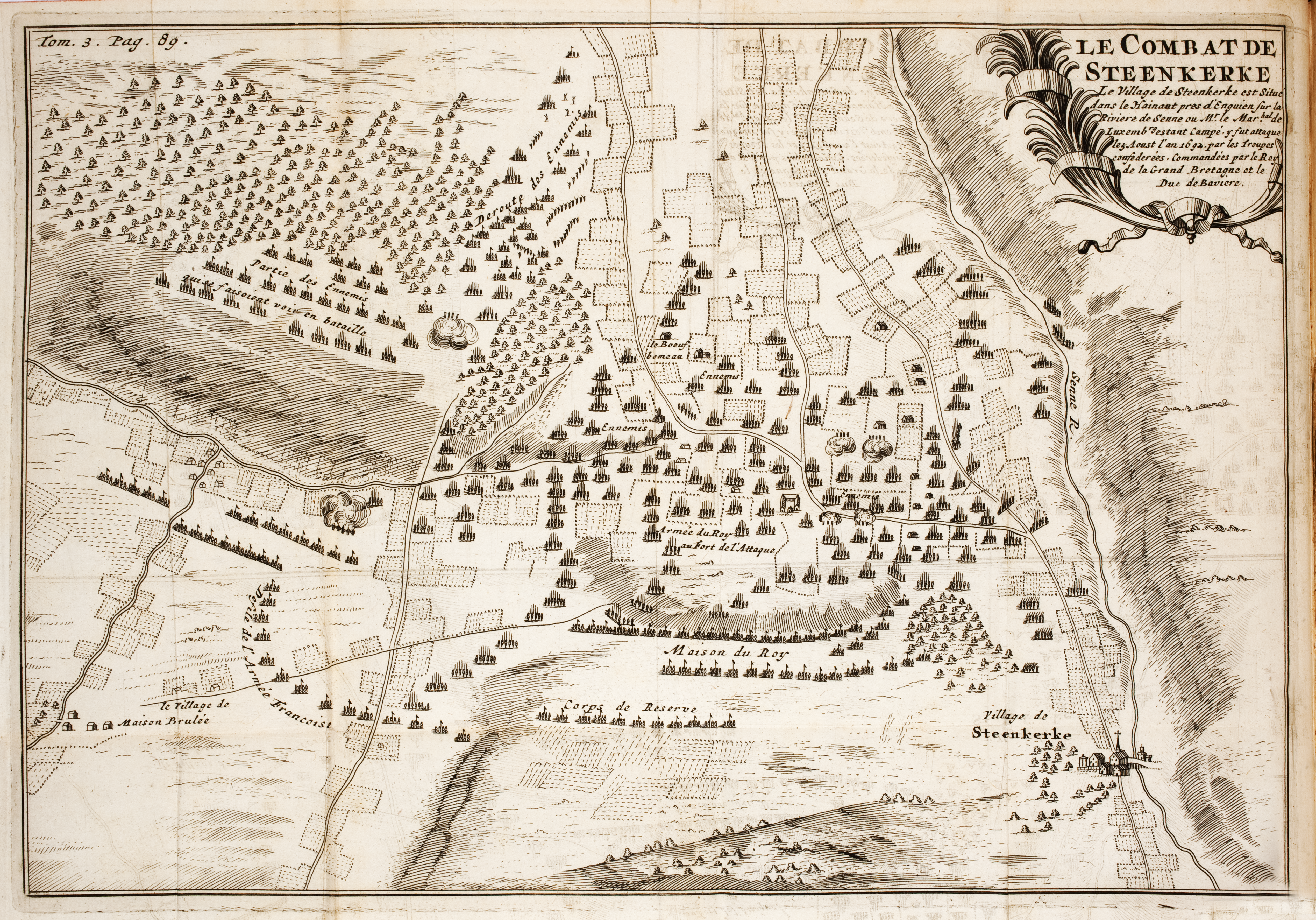
스틴케르케 전투

스틴케르케 전투(Battle of Steenkerque)는 9년 전쟁 기간인 1692년 8월 3일에 스틴케르케 근처에서 벌어졌다. 당시에는 스페인령 네덜란드의 일부였지만 현재는 벨기에에 속해 있다.프랑수아 앙리 드 몽모랑시뤽상부르 공작 휘하의 프랑스군 룩셈부르크 공작 앙리 드 몽모랑시는 오렌지 공 윌리엄이 이끄는 연합군의 기습 공격을 격퇴했다. 몇 시간에 걸친 치열한 전투 끝에 연합군은 후퇴할 수밖에 없었지만, 프랑스의 반격은 성과가 없었다.